# Koga, Fukuoka
Koga (古賀市 Koga-shi) là một thành phố thuộc tỉnh Fukuoka, Nhật Bản. Thành phố được thành lập ngày 01 tháng 10 năm 1997. Tính đến ngày 01 tháng 9 năm 2010, dân số thành phố là 57.874, với mật độ 1.370 người/km² trên tổng diện tích 42,11 km².